# Championnat de Belgique de football de deuxième division 1950-1951
Navigation
saison précédente saison suivante
Le Championnat de Belgique de football de Division 1 1950-1951 est la 34e édition du championnat de deuxième niveau national du football en Belgique. La compétition se déroule en deux séries de 16 clubs, dont les champions sont promus en Division d'Honneur, et les deux derniers de chaque série relégués en Promotion.

## Clubs participants 1950-1951
Trente-deux clubs prennent part à cette édition, soit le même nombre que lors de la saison précédente.
Les matricules renseignés en gras existent encore lors de la saison « 2012-2013 ».

### Série A
| #  | Nom                                        | Mat. | Ville        | Stades                 | En D2 depuis    | Total en D2 | S. précédente          |
| -- | ------------------------------------------ | ---- | ------------ | ---------------------- | --------------- | ----------- | ---------------------- |
| 1  | Royal Stade Louvaniste                     | 18   | Louvain      | Leuvense Sportcentrum  | 1950-1951 (1re) | 26 saisons  | Division d'Honneur 16e |
| 2  | Royal Club sportif Verviétois              | 8    | Verviers     | stade de Bielmont      | 1948-1949 (3e)  | 16 saisons  | 5e Série B             |
| 3  | Union Saint-Gilloise Société Royale        | 10   | St-Gilles    | stade J. Marien        | 1949-1950 (2e)  | 2 saisons   | 2e Série A             |
| 4  | Royal Uccle Sport                          | 15   | Uccle        | chaussée de Neerstalle | 1948-1949 (3e)  | 29 saisons  | 9e Série A             |
| 5  | Royal Football Club Sérésien               | 17   | Seraing      | stade du Pairay        | 1931-1932 (17e) | 19 saisons  | 9e Série B             |
| 6  | Royal Football Club Bressoux               | 23   | Bressoux     | ??                     | 1947-1948 (4e)  | 14 saisons  | 13e Série B            |
| 7  | Royal Excelsior Football Club Hasselt      | 37   | Hasselt      | Stedelijkestadion      | 1938-1939 (10e) | 20 saisons  | 8e Série B             |
| 8  | Royal White Star Athletic Club             | 47   | Woluwe-St-L. | rue Kelle              | 1947-1948 (4e)  | 14 saisons  | 3e Série A             |
| 9  | Koninklike Tongerse Sportvereniging Cercle | 54   | Tongres      | ??                     | 1942-1943 (8e)  | 11 saisons  | 14e Série B            |
| 10 | Royale Union Hutoise Football Club         | 76   | Huy          | ??                     | 1949-1950 (2e)  | 10 saisons  | 11e Série B            |
| 11 | Association Sportive Herstalienne          | 82   | Herstal      | ??                     | 1949-1950 (2e)  | 9 saisons   | 4e Série B             |
| 12 | Football Club Herentals                    | 97   | Herentals    | ??                     | 1941-1942 (9e)  | 9 saisons   | 6e Série B             |
| 13 | Racing Club Tirlemont                      | 132  | Tirlemont    | ??                     | 1938-1939 (10e) | 16 saisons  | 7e Série B             |
| 14 | Football Club Turnhout                     | 148  | Turnhout     | Villapark              | 1937-1938 (11e) | 21 saisons  | 10e Série B            |
| 15 | Sint-Truidense Voetbalvereniging           | 373  | Saint-Trond  | Stayenveld             | 1948-1949 (3e)  | 3 saisons   | 12e Série B            |
| 16 | Football Club Helzold                      | 1488 | Helzold      | ??                     | 1950-1951 (1re) | 1 saison    | 1er Promotion D        |

### Localisations Série A
| \| Bruxelles · Union St-Gilloise SR · R. Uccle Sport · R. White Star AC Liège · R. FC Sérésien · R. FC Bressoux · + · AS Herstalienne FC Turnhout FC Herentals Bruxelles Louvain Tirlemont Exc. FC Hasselt St-Trond Helzold Tongres Liège U. Hutoise Verviers \| Localisation des clubs engagés en Division 1A 1950-1951 |
| Bruxelles · Union St-Gilloise SR · R. Uccle Sport · R. White Star AC Liège · R. FC Sérésien · R. FC Bressoux · + · AS Herstalienne FC Turnhout FC Herentals Bruxelles Louvain Tirlemont Exc. FC Hasselt St-Trond Helzold Tongres Liège U. Hutoise Verviers                                                               |

### Série B
| #  | Nom                                                       | Mat. | Ville           | Stades              | En D2 depuis    | Total en D2 | S. précédente          |
| -- | --------------------------------------------------------- | ---- | --------------- | ------------------- | --------------- | ----------- | ---------------------- |
| 1  | Koninklijke Lyra                                          | 52   | Lierre          | Lyrastadion         | 1950-1951 (1re) | 19 saisons  | Division d'Honneur 15e |
| 2  | Royal Cercle Sportif Brugeois                             | 12   | Bruges          | stade E. De Smedt   | 1946-1947 (5e)  | 7 saisons   | 11e Série A            |
| 3  | Royal Courtrai Sports                                     | 19   | Courtrai        | Guldensporenstadion | 1943-1944 (7e)  | 16 saisons  | 8e Série A             |
| 4  | Royal Union Sportive Tournaisienne                        | 26   | Tournai         | stade G. Horlait    | 1948-1949 (3e)  | 9 saisons   | 10e Série A            |
| 5  | Koninklijke Lierse Sportkring                             | 30   | Lierre          | Het Lisp            | 1948-1949 (3e)  | 9 saisons   | 2e Série B             |
| 6  | Royal Albert Elisabeth Club Mons                          | 44   | Mons            | stade Ch. Tondreau  | 1949-1950 (2e)  | 6 saisons   | 7e Série A             |
| 7  | Royal Football Club Renaisien                             | 46   | Renaix          | Parc Lagache        | 1931-1932 (17e) | 17 saisons  | 12e Série A            |
| 8  | Athletische Sportvereniging Oostende Koninklijke Maatsch. | 53   | Ostende         | Albertpark          | 1949-1950 (2e)  | 18 saisons  | 4e Série A             |
| 9  | Koninklijke Boom Football Club                            | 58   | Boom            | ??                  | 1949-1950 (2e)  | 16 saisons  | 3e Série B             |
| 10 | Sportclub Eendracht Aalst                                 | 90   | Alost           | Bredestraat         | 1947-1948 (4e)  | 7 saisons   | 5e Série A             |
| 11 | Koninklijke Football Club Vigor Hamme                     | 211  | Hamme           | ??                  | 1942-1943 (8e)  | 8 saisons   | 14e Série A            |
| 12 | Union Sportive de Centre                                  | 213  | Haine-St-P.     | ??                  | 1948-1949 (3e)  | 11 saisons  | 13e Série A            |
| 13 | Sint-Niklaasse Sportkring                                 | 221  | St-Nicolas/Waas | ??                  | 1947-1948 (4e)  | 6 saisons   | 6e Série A             |
| 14 | Football Club Izegem                                      | 935  | Izegem          | ??                  | 1950-1951 (1re) | 1 saison    | 1er Promotion A        |
| 15 | Koninklijke Athletische Vereniging Dendermonde            | 57   | Termonde        | ??                  | 1950-1951 (1re) | 4 saisons   | 1er Promotion B        |
| 16 | Koninklijke Tubantia Football Club                        | 64   | Borgerhout      | Rivierenhof         | 1950-1951 (1re) | 16 saisons  | 1er Promotion C        |

### Localisations Série B
| \| AS Oostende CS Brugeois Courtrai Izegem Hamme E. Aalst St-Nicolas Dendermonde Tubantia Boom Lierse Lyra US Tournai FC Renaix Mons Centre \| Localisation des clubs engagés en Division 1B 1950-1951 |
| AS Oostende CS Brugeois Courtrai Izegem Hamme E. Aalst St-Nicolas Dendermonde Tubantia Boom Lierse Lyra US Tournai FC Renaix Mons Centre                                                               |

## Classements
- Le nom des clubs est celui employé à l'époque

Légende
- Champion et promu en Division d'Honneur la saison suivante
- Relégation en Promotion (D3) la saison suivante

Abréviations
 : Relégué de Division d'Honneur

 : Promus de Promotion (D3)

### Division 1A
| Rang | Équipe                  | Pts | J  | G  | N  | P  | Bp  | Bc | Diff |
| ---- | ----------------------- | --- | -- | -- | -- | -- | --- | -- | ---- |
| 1    | UNION SAINT-GILLOISE SR | 52  | 30 | 25 | 2  | 3  | 102 | 23 | +79  |
| 2    | R. White Star AC        | 48  | 30 | 21 | 6  | 3  | 66  | 25 | +41  |
| 3    | R. Uccle Sport          | 37  | 30 | 17 | 3  | 10 | 60  | 50 | +10  |
| 4    | K. Tongerse SV Cercle   | 34  | 30 | 14 | 6  | 10 | 59  | 46 | +13  |
| 5    | RC Tirlemont            | 32  | 30 | 12 | 8  | 10 | 52  | 42 | +10  |
| 6    | FC Herentals            | 30  | 30 | 9  | 12 | 9  | 50  | 41 | +9   |
| 7    | FC Turnhout             | 30  | 30 | 11 | 8  | 11 | 57  | 59 | -2   |
| 8    | Sint-Truidense VV       | 29  | 30 | 11 | 7  | 12 | 51  | 73 | -22  |
| 9    | AS Herstalienne         | 29  | 30 | 13 | 3  | 14 | 53  | 55 | -2   |
| 10   | R. Stade Louvaniste     | 27  | 30 | 10 | 7  | 13 | 47  | 52 | -5   |
| 11   | R. FC Bressoux          | 25  | 30 | 8  | 9  | 13 | 47  | 53 | -6   |
| 12   | FC Helzold              | 25  | 30 | 9  | 7  | 14 | 38  | 63 | -25  |
| 13   | R. CS Verviétois        | 25  | 30 | 10 | 5  | 15 | 38  | 56 | -18  |
| 14   | R. FC Sérésien          | 20  | 30 | 5  | 10 | 15 | 38  | 60 | -22  |
| 15   | R. Union Hutoise FC     | 20  | 30 | 8  | 4  | 18 | 33  | 62 | -29  |
| 16   | R. Excelsior FC Hasselt | 17  | 30 | 5  | 7  | 18 | 36  | 67 | -31  |

### Division 1B
| Rang | Équipe              | Pts | J  | G  | N  | P  | Bp | Bc | Diff |
| ---- | ------------------- | --- | -- | -- | -- | -- | -- | -- | ---- |
| 1    | R. US TOURNAISIENNE | 41  | 30 | 16 | 9  | 5  | 65 | 37 | +28  |
| 2    | K. Kortrijk Sport   | 40  | 30 | 13 | 14 | 3  | 52 | 33 | +19  |
| 3    | Sint-Niklaasse SK   | 37  | 30 | 14 | 9  | 7  | 65 | 41 | +24  |
| 4    | K. Lierse SK        | 37  | 30 | 15 | 7  | 8  | 65 | 39 | +26  |
| 5    | AS Oostende KM      | 36  | 30 | 12 | 12 | 6  | 53 | 39 | +14  |
| 6    | K. Lyra             | 32  | 30 | 14 | 4  | 12 | 52 | 44 | +8   |
| 7    | R. FC Renaisien     | 31  | 30 | 13 | 5  | 12 | 46 | 52 | -6   |
| 8    | FC Izegem           | 30  | 30 | 12 | 6  | 12 | 53 | 52 | +1   |
| 9    | R. AEC Mons         | 28  | 30 | 11 | 6  | 13 | 51 | 54 | -3   |
| 10   | US du Centre        | 27  | 30 | 9  | 9  | 12 | 43 | 48 | -5   |
| 11   | R. CS Brugeois      | 27  | 30 | 11 | 5  | 14 | 41 | 45 | -4   |
| 12   | K. FC Vigor Hamme   | 27  | 30 | 11 | 5  | 14 | 36 | 48 | -12  |
| 13   | K. AV Dendermonde   | 26  | 30 | 8  | 10 | 12 | 39 | 49 | -10  |
| 14   | K. Boom FC          | 25  | 30 | 10 | 5  | 15 | 55 | 57 | -2   |
| 15   | SC Eendracht Aalst  | 24  | 30 | 7  | 10 | 13 | 30 | 49 | -19  |
| 16   | K. Tubantia FC      | 12  | 30 | 5  | 2  | 23 | 38 | 97 | -59  |

### Meilleurs buteurs
- Série A :  Frans Laureys (Union St-Gilloise SR), 28 buts
- Série B :  Victor Appelmans (R. US Tournaisienne), 20 buts

## Récapitulatif de la saison
- Champions : 
  - Série A : Union St-Gilloise SR (1er titre de D2)
  - Série B : R. US Tournaisienne (1er titre de D2)

- Quinzième titre de D2 pour la Province de Brabant
- Troisième titre de D2 pour la Province de Hainaut

| Région flamande (19)            | Région flamande (19) | Province de Brabant (5)      | Province de Brabant (5) | Région wallonne (8)    | Région wallonne (8) |
| ------------------------------- | -------------------- | ---------------------------- | ----------------------- | ---------------------- | ------------------- |
| Province d'Anvers               | 6                    | Région de Bruxelles-Capitale | 3                       | Province de Hainaut    | 3                   |
| Province de Flandre-Occidentale | 4                    | Province du Brabant flamand  | 2                       | Province de Liège      | 5                   |
| Province de Flandre-Orientale   | 5                    | Province du Brabant wallon   | 0                       | Province de Luxembourg | 0                   |
| Province de Limbourg            | 4                    |                              |                         | Province de Namur      | 0                   |

1. ↑  Au niveau footballistique, la province de Brabant est toujours unitaire malgré sa partition territoriale en 1995.

### Admission et relégation
L'Union St-Gilloise et l'US Tournaisienne montent en Division d'Honneur, où elles remplacent Beeringen et le FC Brugeois.
Les quatre équipes reléguées sont remplacées par les quatre champions de Promotion (D3): le Daring de Louvain, Racing de Gand, Waterschei et Rupel SK.

### Débuts au deuxième niveau national
Deux clubs font leurs débuts au 2e niveau national du football belge. Ils sont les 94e et 95e clubs différents à atteindre ce niveau.
- FC Izegem est le 10e club fandrien occidental en D2 belge.
- FC Helzold est le 9e club limbourgeois en D2 belge.

## Question royale et…reconnaissance des associations
Cette saison voit se terminer l'importante crise constitutionnelle qui secoue la Belgique depuis 1948 et connaît des ramifications sociales importantes. Un climat insurrectionnel prévaut dans certaines régions du pays. On déplore des morts et de nombreux blessés lors de manifestations. Des attentats à la bombe sont perpétrés ! Le nœud du problème est le retour au pays ou non de Sa Majesté le Roi Léopold III dont plusieurs décisions et prises de position durant la Seconde Guerre mondiale sont sujettes à de nombreuses critiques. La crise de la Question royale ne s'estompe pas avec la consultation populaire organisée par le gouvernement. Finalement, le 11 août 1950, Baudouin, fils aîné de Léopold III est institué « Prince Royal » (il n'a pas encore 21 ans et ne peut donc égner). Il monte sur le trône et devient Baudouin Ier, Roi des Belges, le 17 juillet 1951.
En parallèle à la fin de cette crise, de nombreuses associations (dont beaucoup de clubs de football) se voient officiellement reconnues "Société Royale". Un titre qui n'a pas pu être attribué « à temps » d'abord avec la période difficile du conflit mondial, puis, en raison de la crise évoquée ci-dessus.